# Мільто Сотір-Гурра
Мі́льто Со́тір-Гу́рра (алб. Milto Sotir-Gurra; нар. 16 травня 1884, Османська імперія — пом. 1972, Тирана, Албанія) — албанський прозаїк і публіцист.

## Життєпис
Замолоду довгий час мешкав у Російській імперії, був одним з лідерів патріотичного руху серед албанських емігрантів Одеси. Саме тут написав значну частину своїх оповідань та публіцистичних творів. Остаточно повернувся до Албанії 1921 року. Він узяв участь у червневому повстанні 1924 року, коли селяни захопили столицю країни Тирану, повалили уряд Ахмета Зогу та привели до влади демократичного єпископа Фана Нолі. Повалення уряду Нолі і повернення Зогу до влади Сотір-Гурра сприйняв як особисту поразку й відійшов від політики.
Після цього він займався переважно художнім перекладом. Йому належать одні з перших перекладів албанською мовою повістей Миколи Гоголя. Також перекладав твори Олександра Пушкіна, Івана Тургенєва, Антона Чехова, Максима Горького.
Власні твори Сотіра-Гурри — це переважно невеликі оповідання, етнографічно забарвлені, з нескладним сюжетом. Вони позбавлені дидактичності, а соціальні акценти приховані в тексті. Автор не робить висновків (і соціальних, і психологічних), а підводить до них читача («Різдво», «Новорічний подарунок», «Потеплішало»; в цих творах критики вбачають певний вплив Чехова). Натомість багато уваги він приділяє описам селянських звичаїв, свят, одягу тощо. В частині оповідань відчувається вплив романтизму («Несамовитість ревнощів», «Мати», «Кохання Матильди»), ще інші ближчи до нарисів і змальовують картини визвольної боротьби початку XX століття.